# Ванесса Отеро
Ванесса Отеро (нар. 7 грудня, Барселона, Іспанія) — іспанська акторка та модель.

## Вибіркова фільмографія
- Тепле молоко (2005)
- Шість куль до пекла (2014)

| Актор | Це незавершена стаття про акторку. Ви можете допомогти проєкту, виправивши або дописавши її. |